# Club Inglés Bella Vista

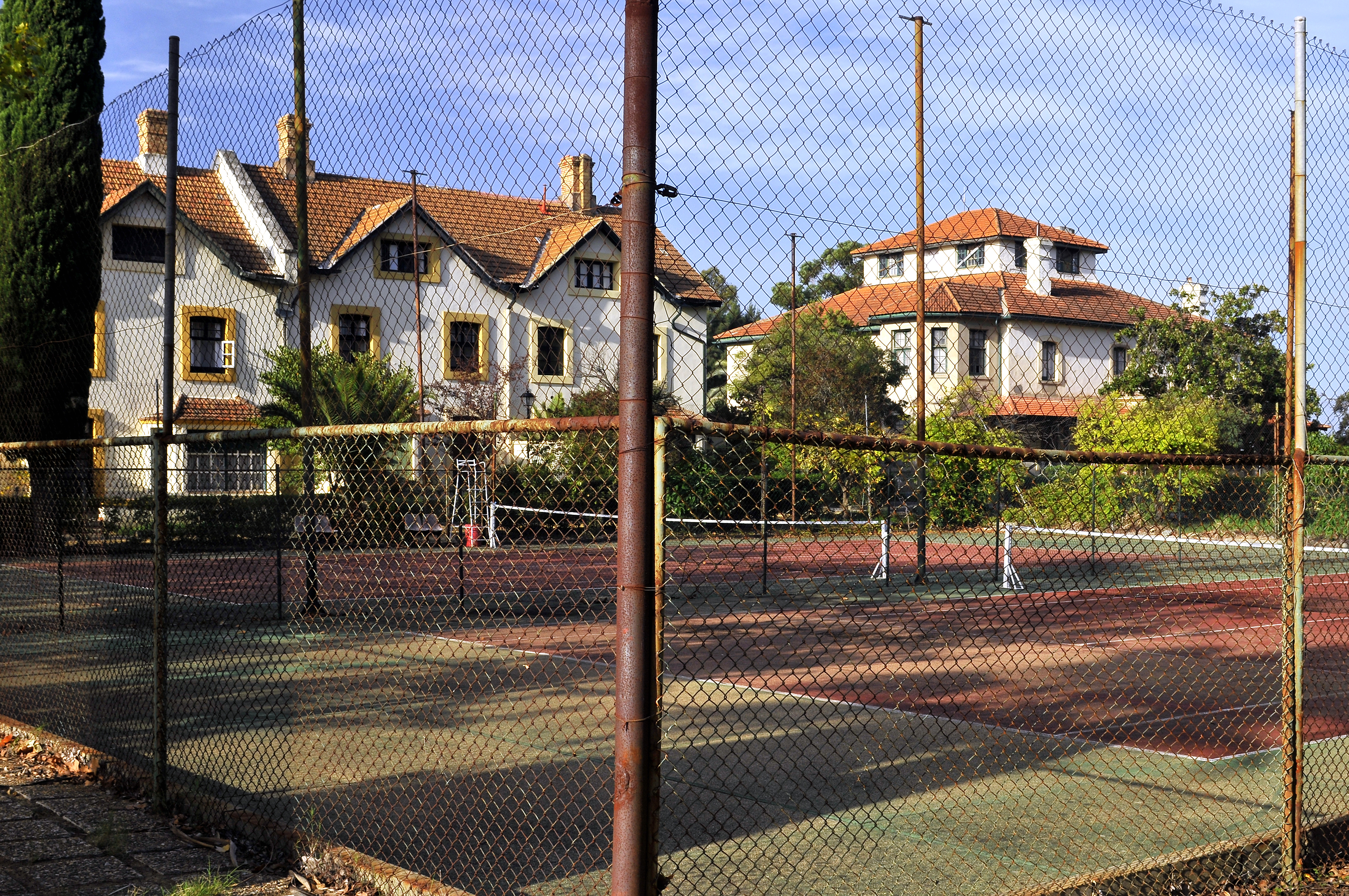
Pistas de tenis en el barrio de Bellavista (Riotinto). El tenis constituyó uno de los deportes más populares entre los socios del Club Inglés.

El Club Inglés, denominado oficialmente Club Inglés Bella Vista, es una institución de carácter cultural que existe en el municipio español de Minas de Riotinto, en la provincia de Huelva. Fue fundado en 1878 por miembros de la colonia británica local que trabajaban para la Rio Tinto Company Limited (RTC), convirtiéndose en el centro de la vida social de la colonia británica. En sus inicios tuvo un carácter reservado, aunque desde 1995 la institución se encuentra abierta a todos los públicos.

## Historia

### Época británica
En 1878 se constituyó el Rio–Tinto English Club con sede originalmente en el n.º 2 de la calle Sanz del poblado de Río-Tinto, sociedad que en principio tenía restringida su membresía a los técnicos de la Rio Tinto Company Limited (RTC) que residían en la zona. Durante sus primeros años de existencia se fomentó la práctica de actividades de tipo deportivo y cultural. A partir de la década de 1880 la colonia británica de la zona creció y empezó a instalarse en una nueva área a cierta distancia del poblado histórico, el luego conocido como barrio de Bella Vista. Los nuevos residentes solicitarían un lugar donde poder desarrollar sus actividades sin tener que desplazarse hasta el poblado, por lo que en 1884 se levantó en Bellavista un pabellón de madera que sirviera para coger la sede del club social.
Desde ese momento Bellavista se convirtió en el centro de las actividades sociales, deportivas y recreativas de la colonia británica. Más adelante, en 1903, se levantaría un edificio de ladrillo que acogió la nueva sede. El club llegó a contar con varias dependencias, como una sala de lectura con libros, prensa y revistas británicas, o una sala de uso exclusivamente masculino («Men Only»). También se levantarían varios campos de deportes en Bellavista, donde se llegaron a practicar el críquet, el bádminton, el tenis, el fútbol o el polo. La comunidad británica también practicaría deportes náuticos en el pantano de Zumajo. Los eventos sociales que se celebraban en el club incluían desde bailes y fiestas de disfraces a los festejos por las coronaciones de monarcas como Jorge VI (1937) e Isabel II (1953). El Club Inglés también llegó a acoger las celebraciones organizadas por la RTC con motivo del final de la guerra de los bóeres, de la Primera Guerra Mundial y de la Segunda Guerra Mundial.

### Etapa española
A partir de 1954, cuando las minas de Riotinto pasaron a manos españolas, el club siguió siendo de uso exclusivo por los directivos y técnicos —así como sus familias— de las distintas empresas españolas que operaron en la zona. Esta situación se mantuvo durante las siguientes décadas, hasta 1995. En ese año la institución abrió sus puertas al público general que deseara hacerse socio con fines deportivo-culturales y actividades de carácter recreativo. En la actualidad el antiguo club también funciona como centro de enseñanza de idiomas. Cabe señalar que el club mantiene algunas tradiciones de carácter centenario heredadas de la época británica, como la celebración en Navidad del Father Christmas y el baile de fin de año, o la práctica de deportes como el billar y el tenis.

## Sede del club
El Club Inglés es uno de los edificios centrales de todo el barrio de Bellavista. Este edificio fue construido en 1903, mediante mampostería con cierres de ladrillo y ventanas británicas, sustituyendo a la antigua sede del club que había sido construida en madera. Está dotado de potentes chimeneas de aspecto idéntico a las de las restantes casas del barrio, habiendo sufrido el edificio diversas modificaciones con respecto a su diseño original durante las últimas décadas. No obstante, la edificación mantiene el estilo británico del barrio, manteniendo entre sus dependencias la sala «Men Only».

## Biblioteca
El Club Bella Vista contó en su época con una biblioteca que disponía de un amplio fondo bibliográfico, con ediciones que llegaron a abarcar desde 1831 a 1964. Predominaban temáticas como ficción, novelas de aventuras o literatura de viajes, aunque también fueron abundantes los libros de historia, crítica literaria, religión, ciencia, biografías, clásicos latinos y griegos, etc. En su momento la biblioteca constituía una parte más de la RTC y de hecho muchas obras eran encargadas directamente a Londres. Se instauró un sistema de admisión y préstamos de libros para los empleados de la compañía, como parte de las actividades recreativas. Tras atravesar un período de progresivo abandono y deterioro, en 1999 este fondo bibliográfico fue acogido por la Universidad de Huelva en régimen de donación.